# Hoàng Kim (nhà nông học)
Tiến sĩ nông học Hoàng Kim (sinh năm 1953) là một chuyên gia nông học có tiếng tại Việt Nam. Ông là tác giả, đồng tác giả của nhiều nghiên cứu khoa học về giống cây trồng tốt và quy trình kĩ thuật canh tác tiến bộ được Bộ Nông nghiệp và Phát triển Nông thôn Việt Nam công nhận, trong đó có giống sắn KM140 từng đoạt giải Nhất Hội thi sáng tạo kĩ thuật toàn quốc VIFOTEC lần thứ 10 năm 2010.

## Thông tin cá nhân
Ông sinh ngày 27 tháng 12 năm 1953 tại xã Quảng Minh, huyện Quảng Trạch, tỉnh Quảng Bình. Tháng 9 năm 1970, ông theo học ngành Nông học (Khóa 4) của Trường Đại học Nông nghiệp 2 (Việt Yên, Hà Bắc). Tuy nhiên, chỉ 1 năm sau, ông được động viên nhập ngũ, tham gia chiến đấu tại Trung đoàn 568, Sư đoàn 325B, Quân đội Nhân dân Việt Nam. Tháng 1 năm 1977, ông xuất ngũ và trở thành sinh viên lần thứ 2 khi theo học Khoa Nông học (Khóa 2) Trường Đại học Nông Lâm Thành phố Hồ Chí Minh. Ông tốt nghiệp Kỹ sư Nông học tại đây vào tháng 8 năm 1981.
Sau khi tốt nghiệp, ông được điều về làm Nghiên cứu viên rồi làm Trưởng Bộ môn Cây có củ và Hệ thống canh tác của Trung tâm Nghiên cứu Thực nghiệm Nông nghiệp Hưng Lộc, Viện Khoa học Kỹ thuật Nông nghiệp Miền Nam (xã Hưng Thịnh, huyện Trảng Bom, tỉnh Đồng Nai). Tháng 2 năm 1987, ông được cử làm Nghiên cứu sinh tiến sĩ Khoa học nông nghiệp tại Viện Khoa học Kỹ thuật Nông nghiệp Việt Nam (Thanh Trì, Hà Nội) và bảo vệ thành công luận án tiến sĩ tại đây vào cuối năm 1991. Tháng 1 năm 1992, ông trở lại công tác ở Trung tâm Nghiên cứu Thực nghiệm Nông nghiệp Hưng Lộc với chức vụ Phó Giám đốc kiêm Trưởng Bộ môn Cây có củ và Hệ thống canh tác. Tháng 9 năm 1995, ông được bổ nhiệm làm Giám đốc Trung tâm và năm 2001 thì được nâng lên bậc Nghiên cứu viên chính.
Tháng 10 năm 2004, ông được điều về làm Trưởng ban Quản lý các dự án, Viện Khoa học Kỹ thuật Nông nghiệp Việt Nam (Thành phố Hồ Chí Minh). Tháng 8 năm 2006, ông về làm Nghiên cứu viên chính và làm giảng viên của Bộ môn Cây lương thực, rau hoa quả, Khoa Nông học, Trường Đại học Nông Lâm Thành phố Hồ Chí Minh, nơi ông từng học gần 30 năm trước.

## Tác phẩm
Ông là tác giả, đồng tác giả của 27 giống cây trồng tốt và 5 quy trình kĩ thuật canh tác tiến bộ đã được Bộ Nông nghiệp và Phát triển Nông thôn công nhận trong đó có giống sắn KM140 đoạt giải Nhất Hội thi sáng tạo kĩ thuật toàn quốc VIFOTEC lần thứ 10 năm 2010. Ông đã biên tập 6 sách chuyên khảo tiếng Việt, đồng tác giả của hai sách chuyên khảo tiếng Anh và đã công bố 78 bài báo khoa học với 37 bài báo tiếng Việt và 41 bài báo tiếng Anh. Ông là chủ bút của các trang weblog TS. Hoàng Kim, foodcrops.vn, Tình yêu cuộc sống, Ngọc phương Nam, Dạy và học, Cây Lương thực, Thung dung, Học mỗi ngày, CNM365, Danh nhân Việt cập nhật thường xuyên các thông tin nổi bật trong và ngoài nước về cây lương thực, khoa học cây trồng và văn hóa giáo dục Việt Nam.

## Việc chính
- Giảng dạy và nghiên cứu cây lương thực: lúa, ngô,sắn, khoai lang, nông trại và hệ thống canh tác;
- Khai thác cây nhiên liệu sinh học chịu hạn (sắn, lúa miến, jatropha, ngô) để nâng cao thu nhập cho các nông hộ;
- Chọn tạo và nhân giống cây lương thực lúa ngô, sắn, khoai lang;
- Nghiên cứu cùng nông dân và chuyển giao tiến bộ kĩ thuật sản xuất cây trồng;
- Xây dựng hệ thống thông tin FOOD CROPS.